# 冲激响应
在信号处理中，脈衝響應（英語：Impulse response）一般是指系统在输入单位脈衝函数时的输出（响应），是暫態響應中的一種。对于连续时间系统来说，脈衝响应一般用函数{\displaystyle h(t;\tau )}来表示，相对应的输入信号，也就是单位脈衝函数满足狄拉克δ函数的形式，其函数定义如下：
{\displaystyle \delta (t)=0,t\neq 0}
并且，在从负无穷到正无穷区间内积分为1：
{\displaystyle \int _{-\infty }^{\infty }\delta (x)\,dx=1}
在输入为狄拉克δ函数时，系统的脈衝响应{\displaystyle h(t)}包含了系统的所有信息。所以对于任意输入信号{\displaystyle x(t)}，可以用连续域卷积的方法得出所对应的输出{\displaystyle y(t)}。也就是：

{\displaystyle y(t)=\int _{-\infty }^{\infty }x(\tau )h(t-\tau )\,d\tau =x(t)*h(t)}
对于离散时间系统来说，脈衝响应一般用序列{\displaystyle h[n]}来表示，相对应的离散输入信号，也就是单位脉冲函数满足克罗内克δ的形式，在信号与系统科学中可以定义函数如下：
{\displaystyle \delta [n]={\begin{cases}1,&n=0\\0,&n\neq 0\end{cases}}}
同样道理，在输入为{\displaystyle \delta [n]}时，离散系统的脈衝响应{\displaystyle h[n]}包含了系统的所有信息。所以对于任意输入信号{\displaystyle x[n]}，可以用离散域卷积（求和）的方法得出所对应的输出信号{\displaystyle y[n]}。也就是：

{\displaystyle y[n]=\sum _{k=0}^{\infty }x[k]h[n-k]}